# Stenotarsus secticollis
Stenotarsus secticollis es una especie de coleóptero de la familia Endomychidae.

## Distribución geográfica
Habita en la India.